# Arenetra pilosella
Arenetra pilosella är en stekelart som först beskrevs av Johann Ludwig Christian Gravenhorst 1829.  Arenetra pilosella ingår i släktet Arenetra och familjen brokparasitsteklar. Arten är reproducerande i Sverige. Inga underarter finns listade.